# The Aztec Suite
The Aztec Suite è un album di Art Farmer, pubblicato dalla United Artists Records nel 1959. I brani furono registrati il 29 e 30 luglio del 1959 a New York.

## Tracce
Lato A
1. The Aztec Suite – 16:24 (Chico O'Farrill)

Lato B
1. Heat Wave – 3:35 (Irving Berlin)
2. Delirio – 2:50 (Felipe Dominguez)
3. Woody 'n' You – 3:14 (Dizzy Gillespie)
4. Drums Negrita – 3:07 (Eliseo Grenet)
5. Alone Together – 4:21 (Howard Dietz, Arthur Schwartz)

## Musicisti
- Art Farmer - tromba
- Joe Ferrante - tromba
- Bernie Glow - tromba
- Marky Markowitz - tromba
- Nick Travis - tromba
- Jimmy Cleveland - trombone
- Tom Mitchell - trombone
- Frank Rehak - trombone
- Jim Buffington - corno francese
- Tony Miranda - corno francese
- James McAllister - tuba
- Seldon Powell - sassofono tenore
- Zoot Sims - sassofono tenore, sassofono alto
- Sol Schlinger - sassofono baritono
- Spencer Sinatra - reeds
- Hank Jones - pianoforte
- Addison Farmer - contrabbasso
- Charlie Persip - batteria
- Tommy Lopez - percussioni
- José Mangual - percussioni
- Willie Rodriguez - percussioni
- Al Cohn - direttore musicale
- Chico O'Farrill - arrangiamenti[3]